# Diaspora serbe en Autriche
Les Serbes autrichiens sont définis par trois cas de figures : ils sont soit des citoyens d'Autriche qui ont des origines serbes, soit des bi-nationaux, soit des ressortissants de nationalité serbe. D'après le recensement de 2001, la diaspora serbe vivant en Autriche compte 300 000 membres (n'y sont comptabilisés que les bi-nationaux et les Serbes. Les Serbes ont migré en Autriche durant le XXe siècle. Les principales villes autrichiennes comptant des représentants de la communauté serbe sont Vienne, la capitale, et Linz.